# Real Ariquemes EC
Real Ariquemes EC is een Braziliaanse voetbalclub uit Ariquemes in de staat Rondônia.

## Geschiedenis
De club werd opgericht in 2011 als Real Desportivo Ariquemes FC. In 2016 speelde de club voor het eerst in de hoogste klasse van het Campeonato Rondoniense onder de naam Real Desportivo. In het tweede seizoen won de club het eerste toernooi en plaatste zich voor de eindronde, waar ze eerst Genus uitschakelden en in de finale Barcelona, waardoor ze staatskampioen werden. Hierdoor mag de club in 2018 deelnemen aan de Copa Verde, Copa do Brasil en Série D. In 2018 werd de club voor de tweede keer op rij kampioen. In 2020 werd de huidige naam aangenomen.

## Erelijst
Campeonato Rondoniense
2017, 2018, 2022